# 木木津克久
木木津克久，日本的漫画家。
代表作為描寫黑色幽默喜劇『瘋狂怪醫芙蘭』，和描寫女子高中生偵探活躍的故事『名偵探馬妮』等等。

## 作品

### 連載作品
- 夜之魔女（アーサー・ピューティーは夜の魔女、Arthur Pyuty the night witch）共1卷（月刊Comic Flapper、2009年11月號 - 連載中、Media Factory）東立出版 ※不定期連載

### 短篇作品
- Phase20（Champion RED、2011年1月號）『瘋狂怪醫芙蘭』單行本第7卷收錄。
- Phase20 2（Champion RED、2012年1月號）

### 完結作品
- 驚嚇～陽子與田乃中的百鬼行事件簿～（日语：おどろ 〜陽子と田ノ中の百鬼行事件簿〜）全4卷（Magazine SPECIAL、2001年10號 - 2003年7號、講談社）東立出版
- 超能少女海倫（日语：ヘレンesp）全2卷（週刊少年Champion、2007年26號 - 2010年30號、秋田書店）長鴻出版 ※短期集中連載
- 瘋狂怪醫芙蘭（フランケン・ふらん）全8卷（Champion RED、2006年9月號 - 2012年3月號、秋田書店）台灣東販出版
- 名偵探馬妮（日语：名探偵マーニー）全11卷（週刊少年Champion、2012年38號 - 2014年36+37合併號、秋田書店）東立出版
- 兄妹～少女偵探和幽靈警官的怪奇事件簿～（日语：兄妹 〜少女探偵と幽霊警官の怪奇事件簿〜）全7卷（週刊少年Champion、2014年51號 - 2016年13號、秋田書店）
- 開田的怪談（日语：開田さんの怪談）全2卷（週刊少年Champion、2018年11號、19號 - 27號、36號 - 40號、47號 - 49號、2019年11號、秋田書店）

### 其他
- CRIMEZONE -クリム・ゾン-（月刊Dragon Age）角色設計協力。

## 外部連結
- 木木津克久的X（前Twitter）
- 『物語の源泉』｜ 木々津克久インタビュー （页面存档备份，存于）